# Vitis
Vitis este un gen de aproape 60 de specii de plante viticole angiosperme din familia Vitaceae. Genul constă din specii răspândite predominant în emisfera nordică. El este important din punct de vedere economic, fiind sursa strugurilor, care pot fi consumați direct sau pot fi fermentați pentru a produce vin. Studierea și cultivarea strugurilor este numită viticultură.

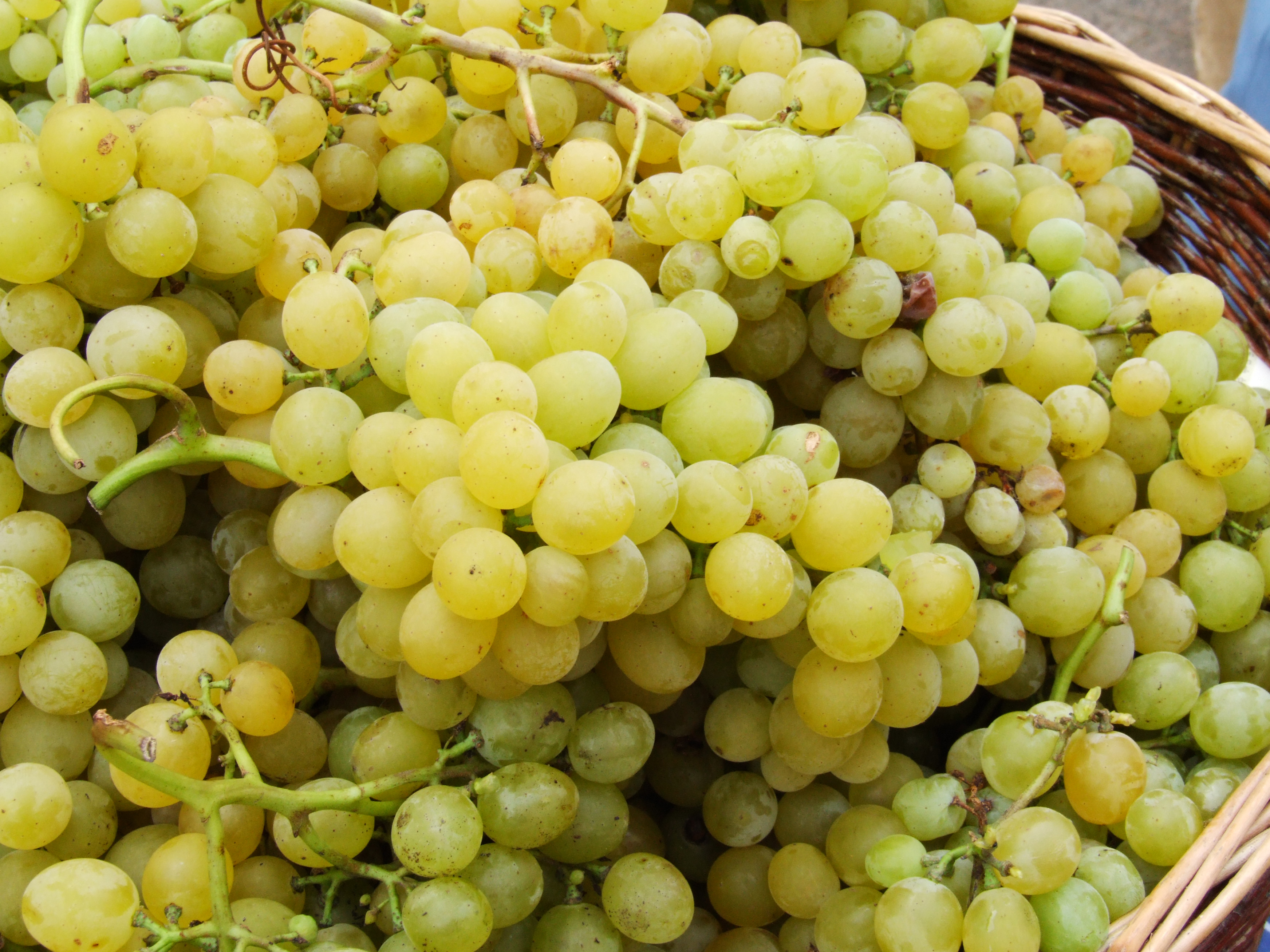
Palatina, un soi german

## Distribuție comercială

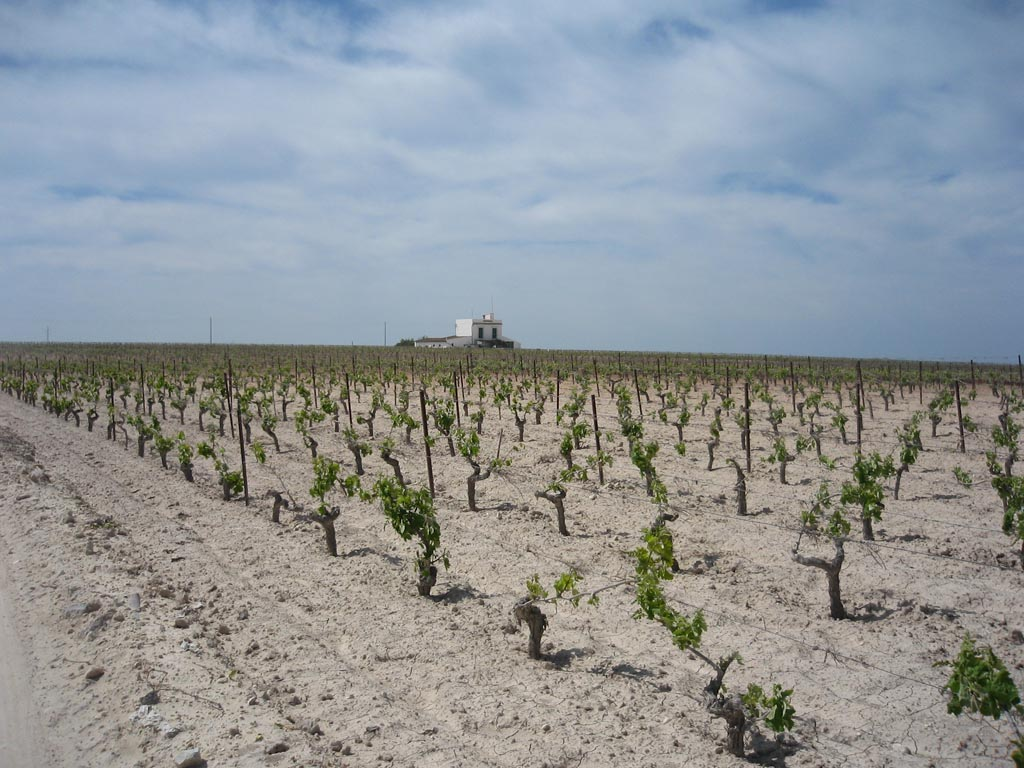
Vitis în Jerez

Conform "Organizației pentru Alimentație și Agricultură" (FAO), în lume sunt 75.866 de km2 dedicați strugurilor. Aproximativ 71% din producția mondială de struguri este folosită în vinificație, 27% în calitate de fructe proaspete, și 2% ca fructe uscate.
Această listă a producătorilor de top de vin prezintă zonele corespunzătoare destinate strugurilor pentru vinificație:
- Spania 11.750 km²
- Franța 8.640 km²
- Italia 8.270 km²
- Turcia 8.120 km²
- Statele Unite 4.150 km²
- Iran 2.860 km²(În Iran nu se produce vin; strugurii sunt folosiți ca fruct în consum)
- România 2.480 km²
- Portugalia 2.160 km²
- Argentina 2.080 km²
- Australia 1.642 km²
- Liban 1.221 km²

Surse: FAO, Organisation Internationale de la Vigne et du Vin (pdf) Arhivat în 1 octombrie 2011, la Wayback Machine., Australian Wine and Brandy Corporation Arhivat în 22 iulie 2008, la Wayback Machine..